# فریزنهایم (راینلاند-فالتس)
فریزنهایم (به آلمانی: Friesenheim) یک شهر در آلمان است که در ماینتس-بینگن واقع شده‌است. فریزنهایم ۶۵۰ نفر جمعیت دارد.